# Arrondissement de Saint-Girons
L'arrondissement de Saint-Girons est une division administrative française, située dans le département de l'Ariège et la région Occitanie.

## Composition
Liste des cantons de l'arrondissement de Saint-Girons :
- canton d'Arize-Lèze (27 communes) ;
- canton de Couserans Est (37 communes) ;
- canton de Couserans Ouest (30 communes) ;
- canton des Portes du Couserans (28 communes).

Par arrêté préfectoral du 29 décembre 2016, les arrondissements de l'Ariège ont été redécoupés au 1er janvier 2017.

### Découpage communal depuis 2015
Depuis 2015, le nombre de communes des arrondissements varie chaque année soit du fait du redécoupage cantonal de 2014 qui a conduit à l'ajustement de périmètres de certains arrondissements, soit à la suite de la création de communes nouvelles. Le nombre de communes de l'arrondissement de Saint-Girons est ainsi de 82 en 2015, 82 en 2016 et 121 en 2017.
Au 1er janvier 2024, l'arrondissement groupe les 121 communes suivantes :
1. Aigues-Juntes
2. Aleu
3. Allières
4. Alos
5. Alzen
6. Antras
7. Argein
8. Arrien-en-Bethmale
9. Arrout
10. Artigat
11. Aucazein
12. Audressein
13. Augirein
14. Aulus-les-Bains
15. Bagert
16. Balacet
17. Balaguères
18. Barjac
19. La Bastide-de-Besplas
20. La Bastide-de-Sérou
21. La Bastide-du-Salat
22. Bédeille
23. Betchat
24. Bethmale
25. Biert
26. Bonac-Irazein
27. Les Bordes-sur-Arize
28. Bordes-Uchentein
29. Boussenac
30. Buzan
31. Cadarcet
32. Camarade
33. Campagne-sur-Arize
34. Carla-Bayle
35. Castelnau-Durban
36. Castéras
37. Castex
38. Castillon-en-Couserans
39. Caumont
40. Cazavet
41. Cérizols
42. Cescau
43. Clermont
44. Contrazy
45. Couflens
46. Daumazan-sur-Arize
47. Durban-sur-Arize
48. Durfort
49. Encourtiech
50. Engomer
51. Ercé
52. Erp
53. Esplas-de-Sérou
54. Eycheil
55. Fabas
56. Fornex
57. Le Fossat
58. Gabre
59. Gajan
60. Galey
61. Illartein
62. Lacave
63. Lacourt
64. Lanoux
65. Larbont
66. Lasserre
67. Lescure
68. Lézat-sur-Lèze
69. Lorp-Sentaraille
70. Loubaut
71. Le Mas-d'Azil
72. Massat
73. Mauvezin-de-Prat
74. Mauvezin-de-Sainte-Croix
75. Méras
76. Mercenac
77. Mérigon
78. Monesple
79. Montagagne
80. Montardit
81. Montégut-en-Couserans
82. Montels
83. Montesquieu-Avantès
84. Montfa
85. Montgauch
86. Montjoie-en-Couserans
87. Montseron
88. Moulis
89. Nescus
90. Orgibet
91. Oust
92. Pailhès
93. Le Port
94. Prat-Bonrepaux
95. Rimont
96. Rivèrenert
97. Sabarat
98. Sainte-Croix-Volvestre
99. Saint-Girons
100. Saint-Jean-du-Castillonnais
101. Saint-Lary
102. Saint-Lizier
103. Sainte-Suzanne
104. Saint-Ybars
105. Salsein
106. Seix
107. Sentein
108. Sentenac-de-Sérou
109. Sentenac-d'Oust
110. Sieuras
111. Sor
112. Soueix-Rogalle
113. Soulan
114. Suzan
115. Taurignan-Castet
116. Taurignan-Vieux
117. Thouars-sur-Arize
118. Tourtouse
119. Ustou
120. Villeneuve
121. Villeneuve-du-Latou

## Sous-préfets
Le baron Georges Eugène Haussmann (1809-1891), futur préfet de la Seine et bâtisseur du Paris moderne fut notamment sous-préfet de Saint-Girons du 19 février 1840 au 23 novembre 1841.
Roland Rodolphe Gaston Paulze d'Ivoy de la Poype (1812-1891) entama sa carrière à Saint-Girons le 20 décembre 1841.
Après une première affectation à Muret, Maurice Berniquet (1845-1907) est nommé à Saint-Girons en 1873.
Du 17 juillet 1989 au 6 janvier 1992, Éric Delzant, qui a notamment été par la suite préfet de l'Ariège, préfet de la région Auvergne, dernier « patron » de la DATAR et préfigurateur du CGET (ex DATAR), préfet de la région Bourgogne et « préfet préfigurateur » de la fusion des régions Bourgogne et Franche-Comté..., a été sous-préfet de Saint-Girons, lorsque Roger Fauroux (1926-2021), ministre de l'industrie, était également maire de Saint-Girons.
Les sous-préfets qui ont été les plus récemment en fonction dans l'arrondissement sont successivement :
| Période        | Période        | Identité                               | Fonction précédente | Observation               |
| -------------- | -------------- | -------------------------------------- | --- | ------------------------- |
| juillet 2001   | janvier 2003   | Loïc Armand                            | Directeur des services du cabinet du Préfet des Hautes-Pyrénées                                                                | nommé le 21 juin 2001     |
| juillet 2003   | juillet 2005   | François de Saint-Exupery de Castillon | Magistrat administratif (Premier Conseiller au Tribunal administratif de Pau )                                                 | nommé le 7 juillet 2003   |
| septembre 2005 | janvier 2008   | Mikaël Doré                            | Directeur départemental Jeunesse et Sports des Côtes d'Armor                                                                   | nommé le 9 septembre 2005 |
| juin 2008      | avril 2010     | Marie-Thérèse Delaunay                 | Administratrice territoriale (Directrice générale adjointe des services de la ville d'Arles)                                   | nommée le 4 juin 2008     |
| mai 2010       | septembre 2012 | Jean-François Couret                   | Magistrat de l'ordre judiciaire (Vice-Procureur de la République au Tribunal de Grande Instance d'Orléans)                     | nommé le 12 avril 2010    |
| septembre 2012 | février 2016   | Philippe Sauvannet                     | Magistrat administratif détaché en qualité de Premier Conseiller à la Chambre régionale des comptes de Rhône-Alpes             | nommé le 2 août 2012      |
| avril 2016     | mars 2019      | Patrick Leverino                       | Administrateur civil détaché en qualité de Premier Conseiller à la Chambre régionale des comptes de Provence-Alpes-Côte d'Azur | nommé le 14 mars 2016     |
| juin 2019      | avril 2021     | Franck Dorge                           | Directeur de Cabinet du Recteur de l'Académie de Dijon                                                                         | nommé le 20 mai 2019      |
| avril 2021     | En cours       | Catherine Lupion                       | Directrice pénitentiaire d'insertion et de probation de classe exceptionnelle                                                  | nommée le 22 avril 2021   |

## Démographie
En 2022, l'arrondissement comptait 41 067 habitants.
| 1968   | 1975   | 1982   | 1990   | 1999   | 2006   | 2011   | 2016   | 2021   |
| ------ | ------ | ------ | ------ | ------ | ------ | ------ | ------ | ------ |
| 31 578 | 30 142 | 27 964 | 26 223 | 26 033 | 27 193 | 27 781 | 40 557 | 41 017 |

| 2022   | - | - | - | - | - | - | - | - |
| ------ | - | - | - | - | - | - | - | - |
| 41 067 | - | - | - | - | - | - | - | - |